# Génesis Arjona
Génesis Arjona (Diputada de la república de Panamá 2019-2024,Ciudad de Panamá, 28 de diciembre de 1992), es una política, empresaria y presentadora de televisión.
- Creadora de la ley 380 de educación financiera.

- Creadora de la ley 221 para la prevención, tratamiento y rehabilitación de jóvenes con problemas de adicciones.

- Creadora de la ley 379 que establece la enseñanza socioemocional

## Biografía
Génesis Arjona nació en la Ciudad de Panamá, el 28 de diciembre de 1992. 
En el 2018, obtuvo el título en Licenciatura de Administración de Empresas Marítima y Portuaria en la Universidad de Panamá. Posteriormente, cursó dos postgrados y cuatro maestrías en instituciones nacionales e internacionales, en áreas relacionadas con el mercadeo, comercio internacional, ciencias políticas, economía y finanzas.
En el 2019, fue electa diputada de la República de Panamá en el circuito 8-5 (Panamá Norte) que comprende los corregimientos de Alcalde Díaz, Caimitillo, Chilibre, Ernesto Córdoba Campos y Las Cumbres.
Entre 2019 y 2024 Génesis Arjona presentó más de 40 proyectos de ley en beneficio de la salud, seguridad, educación, jóvenes, adultos mayores, personas con discapacidad entre otras. 
A través de la fundación de Génesis Arjona ha logrado proyectos sociales tales como:
- Capacitación para personas desempleadas, brindando los recursos necesarios para que estos inicien su primer empleo.
- Comedores sociales para niños.
- En conjunto con las autoridades locales logrando mejoras en carreteras, aceras, iluminación y puentes en áreas de difícil acceso.
- Reparación de centros educativos y más.

## Participación Política en Comisiones
| Años      | Comisiones                                                                                           | Cargo       |
| 2019-2020 | Credenciales, Reglamento, Ética Parlamentaria y Asuntos Judiciales. / Educación, Cultura y Deportes. | Comisionada |
| --------- | --- | ----------- |
| 2020-2021 | Comisión de Presupuesto                                                                              | Comisionada |
| 2021-2022 | Comercios y Asuntos Económicos / De la mujer, la niñez, la juventud y familia.                       | Comisionada |
| 2022-2023 | Economía y Finanzas, Asuntos Municipales                                                             | Comisionada |
| 2023-2024 | Comisión de Asuntos Indígenas                                                                        | Comisionada |

## Carrera profesional
Génesis desde muy pequeña realizó comerciales de televisión y ha sido portada de revistas nacionales e internacionales. Representó a Panamá como Miss Turismo Globe Panamá en Bakú, Azerbaiyán logrando el top 10.
En 2013, obtiene su licencia de locución e incursiona como presentadora de TV en el programa Red Carpet, de la empresa MEDCOM y transmitido por Telemetro.
En 2015 realizó campañas en Estados Unidos y Panamá para numerosas marcas como Nike, covergirl, entre otros más.
En octubre de 2017, logró la victoria y se corona como la campeona mujer del programa Esto es Guerra.
En 2017, es invitada por el productor Peter Fajardo al programa original Esto es guerra en Perú, donde participó como invitada especial internacional de su programa.
Fue presentadora del programa transmitido por TVMax llamado Palo y Pelota, junto a Michael Vega y Gaby Garrido.
En 2018, ingresó a la política siendo precandidata a diputada para el partido Cambio Democrático en el circuito 8-5 del distrito de Panamá y logrando un triunfo en las elecciones generales de mayo de 2019 donde fue elegida diputada de la república de Panamá.

## Trayectoria Televisiva
| Año       | Programa              | Notas                  | Canal               |
| --------- | --------------------- | ---------------------- | ------------------- |
| 2018      | Esto es guerra Perú   | Invitada Internacional | América Televisión  |
| 2017-2018 | Palo y Pelota         | Presentadora           | TVMax, Canal 9      |
| 2016-2018 | Esto es guerra Panamá | Guerrera               | TVN Panamá, Canal 2 |
| 2017      | Esto es guerra Perú   | Invitada internacional | América Televisión  |
| 2013      | Red Carpet            | Presentadora           | Telemetro, Canal 13 |